# Kwintis
Els kwinti són un poble negre cimarrón, descendents d'esclaus africans fugitius, que viuen a l'interior boscós de Surinam a la vora del riu Coppename, i el terme homònim per la seva llengua, que té menys de 300 parlants. El seu idioma és un crioll basat en anglès amb neerlandès, portuguès i altres influències. És similar a les llengües parlades pels cimarrons aluku i paramaccans, i es va escindir del Sranan tongo a mitjans del segle xviii. Els kwinti tenien una població de 300 efectius el 2014 i s'havien adherit a l'Església Moraviana.

## Viles
- Bitagron[6]
- Heidoti[7]
- Kaaimanston[8]

Els Kwinti són minoria en les següents viles:
- Pakka-Pakka
- Makajapingo

## Història
Hi ha dos possibles orígens del poble Kwinti. Un relat oral menciona l'aixecament d'esclaus de Berbice de 1763 a Guyana, l'altre esmenta una plantació al districte de Para. La tribu inicialment va ser dirigida per Boku que va morir el 1765. Boku va ser succeït per Kofi, que es diu que era germà de Boni. La tribu era coneguda des de principis del segle xviii i hi havia hagut diverses incursions en plantacions realitzades pels Kwinti.
El 19 de setembre de 1762, els holandesos van signar un tractat de pau amb els saramaka. El 1769, els matawai es van escindir dels saramaka, i va demanar al Govern armes contra els Kwinti que havien assaltat la plantació d'Onoribo el novembre de 1766. Durant finals del segle xviii, la tribu va ser atacada moltes vegades pels Matawai o pels colons. En la dècada de 1850, els kwintis havien fet un tractat de pau amb el granman Matawai, i es va establir entre els matawai a Boven Saramacca. Actualment hi ha dos pobles habitats per les dues tribus. Una altra part de la tribu, establerta al riu Coppename on van fundar Coppencrisie (cristians de Coppename). Més tard, el poble es va abandonar i es van establir a de Bitagron i Kaaimanston.
Durant el segle xix la tribu gairebé no s'esmenten fins que es signa un tractat de pau amb el govern surinam el 1887. El tractat va nomenar Alamun com a capità i no com a granman. El tractat li dona control sobre els Kwinti que viuen al llarg del riu Coppename, els Kwinti que viuen al riu Saramacca van romandre sota l'autoritat dels matawai. El 1894, la zona del control es va delimitar al voltant de Bitagron i Kaaimanston, a causa de les concessions de fusta i balatá properes. També es va instal·lar un posthouder (titular del lloc) per representar el govern. Fins a principis del segle xx, solia haver-hi una pista que connectava ambdues parts, però va caure en desús i va ser ocupada per la selva.
El 1970, quan el govern holandès va organitzar una gira ben publicada amb les cinc nacions cimarrons del Surinam a Ghana i altres països africans, els Kwinti no van ser convidats. El 1978 Matheus Cornells Marcus va ser nomenat capità cap de Bitagron. El 1987, durant la Guerra Civil de Surinam, Bitagron va ser parcialment destruïda durant els combats amb el Jungle Commando. Més tard els altres pobles van ser aïllats del món exterior per Tucajana Amazonas. Els altres pobles es trobaven al territori matawai i sota el control de Lavanti Agubaka, que estava aliada amb els Tucajana Amazones. El 30 de setembre de 1989, els Kwinti van anunciar que ja no reconeixien Lavanti i van exigir un "granman" per a la seva nació. El 2002, André Mathias va ser el primer cap de tribu governar com a "granman" sobre tots els pobles, excepte aquells en què els Kwinti eren minoritaris; va morir el 2018. Remon Clemens fou nomenat granman el 2020.

## Religió
La religió tradicional dels marrons és el Winti. A la zona compartida amb els Matawai, la Germandat de Moràvia havia tingut un gran èxit després que Johannes King, un Matawai, es convertís en el seu primer missioner cimarró. L'església de Moràvia va operar una missió a Kaaimanston, i, a la dècada de 1920, l'Església catòlica va iniciar activitats missioneres a la zona de Coppename.